# Mensualité
Une mensualité est la somme d'argent payée chaque mois par l'emprunteur à la banque lors d'un prêt contracté auprès d'une banque. Inversement, lors d'un placement à la banque, la mensualité est la somme d'argent payée chaque mois par la banque à l'investisseur.

## Calcul de la mensualité d'un prêt amortissable
Dans un prêt amortissable, l'emprunteur rembourse chaque mois une partie du capital emprunté et paie des intérêts à la banque sur le capital emprunté, le tout constituant la mensualité.

### Calcul formel
On suppose ici que la 1re mensualité est versée un mois après que le capital ait été prêté.
La somme des mensualités qui seront versées dans le futur doit avoir une valeur actuelle égale à la somme empruntée.
Pour calculer la valeur actuelle d'une mensualité, on utilise le taux d'intérêt. 
Ainsi, la valeur actuelle d'une mensualité de M euros versée dans 1 mois est {\displaystyle M/(1+i)}, où i est le taux d'intérêt mensuel utilisé par la banque, c'est-à-dire {\displaystyle i={\text{taux annuel}}/12}, où t est le taux d'intérêt annuel. La valeur de la même mensualité versée dans deux mois est {\displaystyle M/(1+i)^{2}}, dans trois mois {\displaystyle M/(1+i)^{3}}, etc.
La somme des valeurs actuelles des mensualités constantes M, égale au capital emprunté, s'écrit ainsi :
{\displaystyle C=\sum _{k=1}^{12\cdot t}{\frac {M}{{(1+i)}^{k}}}}, t étant la durée en années de l'emprunt et C le capital emprunté.
Cette somme peut se calculer formellement :
{\displaystyle C=M\cdot {\frac {1-{\frac {1}{{(1+i)}^{12\cdot t}}}}{i}}}
La valeur de M se calcule ainsi, en fonction du capital emprunté (C), du taux d'intérêt mensuel (i), et de la durée de l'emprunt (t, en années) :
{\displaystyle M={\frac {C}{\frac {1-{\frac {1}{{(1+i)}^{12\cdot t}}}}{i}}}={\frac {C\cdot i}{1-{\frac {1}{{(1+i)}^{12\cdot t}}}}}}
Un lien intéressant permet de bien assimiler la détermination de M :
https://images-archive.math.cnrs.fr/Emprunts-mensualites-interet-taux-TEG-risque-de-taux.html

### Exemple
Un emprunt de 100 000 € (C = 100000) sur t = 15 ans (12 · t = 180), avec un taux d'intérêt annuel à 5 % (i = 0,05/12) entraîne des mensualités de :
{\displaystyle M={\frac {100000\cdot 0,05/12}{1-{\frac {1}{{(1+0,05/12)}^{180}}}}}=790,79\;euros}
Note : L'exemple ci-dessus utilise la méthode proportionnelle de détermination du taux mensuel :
{\displaystyle i=t/12}
{\displaystyle t=i\times 12}
avec
{\displaystyle t} le taux annuel
{\displaystyle i} le taux mensuel
Il existe aussi une méthode actuarielle, où les intérêts sont recalculés chaque mois :
{\displaystyle 1+i={\sqrt[{12}]{1+t}}}
{\displaystyle t=(1+i)^{12}-1}
Suivant la méthode appliquée le taux mensuel calculer à partir du taux annuel sera sensiblement différent. Démonstration avec un taux annuel de 5% :
{\displaystyle t=5\%=0.05}
{\displaystyle i_{proportionnel}=(0.05/12)=0.41666...\%}
{\displaystyle i_{actuariel}=(({\sqrt[{12}]{1+0.05}})-1)=0.4074...\%}

## Calcul de la mensualité d'un prêt in fine
Dans un prêt in fine, l'emprunteur ne rembourse le capital qu'à échéance de l'emprunt. Ainsi, dans ce cas de figure, lorsque l'emprunteur obtient un prêt de 100 000 euros pour quinze ans, il rembourse cette somme après quinze ans à la banque en payant entretemps des intérêts.
Il est facile de calculer la mensualité avec cette formule de prêt. Puisque l'emprunteur ne rembourse pas le capital en payant la mensualité, celle-ci est donc le prix payé chaque mois à la banque pour avoir la jouissance du capital emprunté, à savoir, avec les notations habituelles, {\displaystyle i\cdot C}. Par exemple, pour un emprunt de 100 000 euros sur quinze ans à 5 %, cela donne 417 euros. La mensualité ne dépend pas, par définition, de la durée de l'emprunt.

## Comparaison des mensualités dans les deux formules de prêt
Dans le prêt amortissable, la mensualité est constante (avec évidemment un taux d'intérêt fixe) mais le capital restant dû (CRD) diminue au fur et à mesure que les mensualités sont versées. Ainsi, au début de l'emprunt, la mensualité est essentiellement constituée d'intérêts alors que vers la fin de l'emprunt, elle est essentiellement constituée de capital (la part d'intérêt devient de plus en plus faible puisqu'elle est proportionnelle au CRD).
Dans le prêt in fine, au contraire, les intérêts sont par définition constants (avec, encore une fois, un taux d'intérêt fixe). 
Il est intéressant de calculer les intérêts payés (Int) dans les deux prêts : 
- prêt amortissable: il s'agit de la somme des mensualités minorée du capital dû, à savoir

{\displaystyle Int=12\cdot t\cdot M-C=C\left[{\frac {12\cdot t\cdot i}{1-{\frac {1}{{(1+i)}^{12\cdot t}}}}}-1\right]}
- prêt in fine: les intérêts payés sont tout simplement la somme des mensualités, à savoir

{\displaystyle Int=12\cdot t\cdot C\cdot i}

### Exemple numérique
- prêt amortissable de 100 000 euros sur quinze ans, taux d'intérêt à 5 % : {\displaystyle Int=12\cdot 15\cdot 791-100000=42380\;euros}
- prêt in fine de 100 000 euros sur quinze ans : {\displaystyle Int=12\cdot 15\cdot 100000\cdot 0,05/12=75000\;euros}

Payer des intérêts plus importants peut être un calcul payant pour les contribuables aux revenus élevés.